# Park Jung-ah
Park Jung-ah (hangul: 박정아 también escrito como Park Jeong-ah, Park JungA ) es una actriz y cantante surcoreana.

## Carrera
Se graduó de la Universidad femenina Dongduk con una licenciatura en Musicología Aplicada También es capaz de tocar el piano.
Desde que el grupo al que pertenecía, Jewelry, entró en un periodo de descanso, Jung-ah tuvo la oportunidad de debutar como cantante solista. Su primer álbum en solitario, Yeah fue lanzado en el otoño de 2006, mostrando un lado más atrevido que el del sencillo "Superstar" de Jewelry. El sencillo que da título al álbum fue producido y coescrito por los productores americanos Ian (iRok) Scott y Mark (MJ) Jackson A.K.A. MJ&iRoK, el cual le permitió convertirse en una cantante de rock. El álbum también contó con la producción del productor número uno de Billboard, Eddie Galan de Mach 1 Music. Para alejarse de la imagen manufacturada de artista pop que desarrolló en Jewelry, realizó sus presentaciones en vivo sola durante cada actuación y posteriormente hizo de la canción un fuerte éxito en las listas.
En 2013 dejó la agencia Star Empire y firmó un nuevo contrato con WM Company. Su nueva alianza fue anunciada el 10 de mayo de 2013.
En junio de 2014 lanzó el sencillo Because of You, el cual fue parte de la banda sonora del drama surcoreano Doctor Extraño.
El 15 de diciembre de 2015 Jellyfish Entertainment lanzó su Jelly Christmas 2015 – 4랑 con la canción "Love In The Air" (Amor en el aire", Hangul: 사랑난로). Los artistas de Jellyfish Entertainment anunciados para participar en el álbum fueron Park Jung-ah, Seo In-guk, VIXX, y la exconcursante de K-pop Star 4 Park Yoon-ha. El sencillo se colocó en la posición 14 del digital Gaon Chart.
También participó en el proyecto de invierno de Jellyfish Entertainment , Jelly Christmas 2016, con sus compañeros de agencia Seo In-guk, VIXX, Gugudan, Park Yoon-ha, Kim Gyu-sun, Kim Ye-won y Jiyul. La canción elegida,"Falling" (Hangul: 니가 내려와) fue lanzada digitalmente el 13 de diciembre de 2016.

## Vida personal
Fue diagnosticada con cáncer de tiroides y sometida a una cirugía para remover un tumor canceroso en mayo de 2013. El 15 de mayo de 2016 contrajo matrimonio con el golfista profesional Jeon Sang-woo.

## Filmografía

### Cine
| Año  | Título           | Papel          |
| ---- | ---------------- | -------------- |
| 2003 | Madeleine        | Hong Sung-hae  |
| 2005 | Murder, Take One | Han Moo-sook   |
| 2008 | Frivolous Wife   | Cheon Yeon-soo |

### Series
| Año     | Título                                       | Papel               | Ref.          |
| ------- | -------------------------------------------- | ------------------- | ------------- |
| 2004    | When a Man Loves a Woman                     | In-hye              |               |
| 2010    | Prosecutor Princess                          | Jenny Ahn           |               |
| 2010-11 | Smile Again                                  | Yoon Sae-wa         |               |
| 2011    | The Woman from the Olle Road (Drama Special) | Kim Young-joo       |               |
| 2011-12 | My One and Only                              | Cha Do-hee          |               |
| 2012-13 | Seoyoung, My Daughter                        | Kang Mi-kyung       |               |
| 2013-14 | My Love from the Star                        | No Seo-young (ep.4) |               |
| 2014    | Noblewoman                                   | Lee Mi-na           |               |
| 2015    | Oh My Ghost                                  | Lee So-hyung        |               |
| 2015-16 | Glamorous Temptation                         | Lee Se-young        |               |
| 2017    | The Secret of My Love                        | Jin Hae-rim         |               |
| 2024    | The Midnight Studio                          | Kang Soo-mi         | [ 17 ] [ 18 ] |

## Discografía

### Álbum de estudio
- Yeah (lanzado el 25 de agosto de 2006)

### Colaboraciones
| Año  | Título                       | Posición en las lista | Otros artistas                                                          | Álbum                      |
| Año  | Título                       | KOR                   | Otros artistas                                                          | Álbum                      |
| ---- | ---------------------------- | --------------------- | ----------------------------------------------------------------------- | -------------------------- |
| 2015 | "Love In The Air" (사랑난로) | 14                    | Seo In-guk, VIXX, Park Yoon-ha                                          | Jelly Christmas 2015 – 4랑 |
| 2016 | "Falling" (니가 내려와)      | 34                    | Seo In-guk, VIXX, Gugudan, Park Yoon-ha, Kim Gyu-sun, Kim Ye-won, Jiyul | Jelly Christmas 2016       |

## Presentadora

### Programa de televisión
| Año     | Red       | Programa               | Notas                                   |
| ------- | --------- | ---------------------- | --------------------------------------- |
| 2002    | MTV Corea | Vivir Wow!             |                                         |
| 2003    | KBS 2TV   | Music Bank             | junto a Choi Jung-won                   |
| 2003    | MBC TV    | Máquina del Tiempo     |                                         |
| 2003    | SBS TV    | Entertainment Tonight  |                                         |
| 2009-10 | MBC TV    | Mostrar Tu Mente       |                                         |
| 2017    | Mnet      | I Can See Your Voice 5 | Ep. #6, miembro del panel de detectives |

### Programas de radio
| Año           | Red    | Programa                |
| ------------- | ------ | ----------------------- |
| 2003          | KBS FM | Me Gusta La Radio       |
| 2006-08       | MBC FM | En una Noche Estrellada |
| 2015–presente | MBC FM | Paraiso luz de luna     |

## Premios y nominaciones
| Año  | Premio                 | Categoría                  | Nominación            | Resultado | Ref      |
| ---- | ---------------------- | -------------------------- | --------------------- | --------- | -------- |
| 2003 | 20th Model Line        | mejor vestida de Corea     |                       | Ganadora  |          |
| 2003 | Korea Music Award      | cantante del año           |                       | Ganadora  |          |
| 2004 | SBS Drama Awards       |                            | When Man Love         |           | Ganadora |
| 2005 | KBS K-Pop Awards       | cantante del año           |                       | Ganadora  |          |
| 2006 | Mnet KM Music Festival | mejor artista femenina     | "Yeah"                | Nominada  | [ 20 ]   |
| 2007 | MBC Drama Awards       | premio excelencia en radio | On a Starry Night     | Ganadora  |          |
| 2011 | KBS Drama Awards       | mejor actriz de reparto    | Smile Again           | Ganadora  | [ 21 ]   |
| 2012 | KBS Drama Awards       | mejor actriz de reparto    | Seoyoung, My Daughter | Nominada  |          |